# Метчепуда-Мане
Метчепуда-Мане — река в России, протекает по территории Поросозерского сельского поселения Суоярвского района Республики Карелии. Длина реки — 11 км.

## Общие сведения
Река берёт начало из ламбины без названия и далее течёт преимущественно в юго-западном направлении по заболоченной местности.
Устье реки находится в 130 км по левому берегу реки Суны на высоте 150,6 м над уровнем моря.
Населённые пункты на реке отсутствуют.
Код объекта в государственном водном реестре — 01040100212202000015151.